# Corycaeus subulatus
Corycaeus subulatus är en kräftdjursart som beskrevs av Herrick 1887. Corycaeus subulatus ingår i släktet Corycaeus och familjen Corycaeidae. Inga underarter finns listade i Catalogue of Life.